# Будыхо, Александр Ефимович
Александр Ефимович Будыхо (12 августа 1893 — 19 апреля 1950) — советский военачальник, генерал-майор (4.06.1940), участник Первой мировой, Гражданской и Великой Отечественной войн. В 1941 году попал в немецкий плен, сотрудничал с немцами, вступил в РОА, сбежал от немцев, арестован в СССР, расстрелян по приговору суда.

## Биография
Родился 12 августа 1893 года в городе Велиж Витебской губернии (ныне — Смоленская область) в семье рабочего. Белорус.
После окончания четырёхклассного городского училища в 1914 году был призван на фронт Первой мировой войны. В 1916 году Будыхо окончил школу прапорщиков, войну закончил командиром роты в чине поручика.
18 апреля 1918 года добровольно пошёл в Рабоче-Крестьянскую Красную Армию. Принимал участие в сражениях Гражданской войны против войск Колчака, Деникина, бандформирований на Украине.
В 1922 году Будыхо окончил курсы усовершенствования комсостава РККА в Петрограде. В 1924 году награждён орденом Красного Знамени.
В 1930 году Будыхо окончил Высшую тактическо-стрелковую школу командного состава РККА имени Коминтерна «Выстрел». В 1930—1938 годах он занимал должности начальника штаба и командира полка. В 1938 году Будыхо был назначен заместителем командира 38-й стрелковой дивизии в Северо-Кавказском военном округе, комбриг (4.11.1939).
С 19 августа 1939 года командир 171-й стрелковой дивизии того же военного округа. При введении генеральских званий в РККА ему было 4 июня 1940 года присвоено воинское звание генерал-майор. В мае—июне 1941 года дивизия в составе 19-й армии передислоцировалась в Киевский особый военный округ, в район Черкасс. Война застала её под Харьковом.
В начале Великой Отечественной войны в этой же должности принимал участие в пограничном сражении и в Киевской оборонительной операции. Действия дивизии под его командованием в первые месяцы войны в штабе армии оценивались высоко. 21 сентября 1941 года 171-я стрелковая дивизия попала в Киевский котёл. Будыхо, будучи дважды раненым 26 сентября, в этот день передал командование дивизией начальнику штаба, а сам с двумя бойцами и младшим лейтенантом решил выходить из окружения самостоятельно. 22 октября 1941 года их задержал немецкий патруль, к тому времени они успели добраться до Белгорода.
После пребывания в Полтавском и Владимиро-Волынском лагерях, в апреле 1942 Будыхо доставили в концлагерь «Хаммельбург». В июне он принял предложение Бессонова вступить в «Политический центр борьбы с большевизмом» (ПЦБ), где был заместителем Бессонова по строевой части. С февраля до конца апреля 1943 года Будыхо исполнял обязанности начальника контрразведки и в его обязанности входило выявление лиц, настроенных просоветски (по собственным показаниям, никого не выявил). В мае 1943 года, после ликвидации ПЦБ и ареста органами СД Бессонова, Любимова и Бродникова, изъявил желание перейти в РОА, в распоряжение генерала Восточных войск Вермахта генерал-лейтенанта X. Гельмиха. С июня — при штабе Восточных войск вермахта. 7 сентября назначен приказом Гельмиха в чине генерал-майора РОА на должность штаб-офицера по обучению и подготовке восточных войск при 710-м восточном полку в полосе немецкой 16-й армии группы армий «Север». 16 сентября прибыл к месту службы в посёлок Чудная Гора. Но случилось непредвиденное. 10 октября два «русских» батальона перебили немцев и ушли к советским партизанам. В ночь на 13 октября, не дожидаясь возвращения обратно в концлагерь, которое планировалось на 14 октября, Будыхо бежал, сговорившись с денщиком Хижинским. 19 октября сдался представителям 4-й Ленинградской партизанской бригады. 7 ноября доставлен самолётом в Москву и взят под стражу. 11 ноября арестован по обвинению в измене Родине. Именно от Будыхо впервые стало известно о группе советских генералов, попавших в немецкий плен и содержавшихся в Хаммельбурге, большая часть из которых считалась пропавшими без вести.
19 апреля 1950 года Военная коллегия Верховного Суда СССР приговорила бывшего генерал-майора А. Е. Будыхо к высшей мере наказания. На суде признал себя виновным, но просил учесть его добровольный разрыв с немцами. В тот же день смертный приговор был приведён в исполнение.
Главная военная прокуратура дважды рассматривала дело А. Е. Будыхо по заявлениям об его реабилитации в 1956 и в 1982 годах и не нашла оснований для пересмотра приговора.